# Othon Vandenbroek
Othon Vandenbroek, né le 20 décembre 1758 à Ypres et mort le 18 octobre 1832 à Passy, est un corniste, compositeur et pédagogue flamand.

## Biographie
Othon-Joseph Vandenbroek (parfois Vandenbroeck) naît le 20 décembre 1758 à Ypres.
Dans son enfance, il étudie le cor avec F. Banneux, premier cor de la musique du Prince Charles-Alexandre de Lorraine, puis va se perfectionner à La Haye auprès de Willem Spandau, premier cor de la musique du Prince Guillaume V d'Orange-Nassau et interprète renommé. Il prend aussi des leçons d'harmonie avec Fuchs, directeur de la musique du Prince, puis de contrepoint avec Joseph Schmitt à Amsterdam. Arrivé à Paris en 1788, il se produit aux concerts de la loge Olympique et fait représenter plusieurs petits opéras au théâtre Beaujolais. À partir de 1789, il joue avec l'orchestre du théâtre bouffe italien, appelé Théâtre de Monsieur, et ce jusqu'en 1795, lorsqu'il entre à l'orchestre de l'Opéra de Paris, où il reste jusqu'à sa retraite, en 1816.
À la fondation du conservatoire de Paris il est également nommé professeur de cor, poste qu'il quitte quelques années plus tard, à la suite de la réforme de l'enseignement dans l'établissement.
Il meurt le 18 octobre 1832 à Passy.
Comme compositeur, on lui doit plusieurs ouvrages lyriques, divers concertos et symphonies concertantes, une symphonie "la prise de la Bastille", faussement attribuée à Dittersdorf, de la musique de chambre, principalement pour instruments à vent, et pour cor(s) en particulier, plus quelques ouvrages pédagogiques qui ont fait autorité à l'époque.

## Compositions

### Œuvre symphonique
- Première symphonie concertante en mi bémol majeur pour deux cors et orchestre, dont il existe une édition moderne chez Robert Ostermeyer Musikedition
- Deuxième symphonie concertante pour clarinette, cor et basson et orchestre
- Symphonie à grand orchestre en ut majeur «La Prise de la Bastille», dédiée à la Nation, attribuée par erreur à Dittersdorf
- 2 Concertos pour cor et orchestre, en mi bémol majeur et fa majeur, dont il existe une édition moderne chez Robert Ostermeyer Musikedition
- Concerto pour clarinette
- Concerto pour flûte en sol majeur

### Œuvre scénique
| titre                                           | genre                        | date de création           | auteur du livret                                         |
| ----------------------------------------------- | ---------------------------- | -------------------------- | -------------------------------------------------------- |
| Tircis et Céphise ou Le Lotto d'amour           | opéra en 3 actes             | 6 juillet 1782, Maastricht | Louis Tolmer-Vallier                                     |
| Les Étrennes de la nouvelle année               | comédie-vaudeville en 1 acte | 1783, Maastricht           | Louis Tolmer-Vallier                                     |
| Colin et Colette ou Le Milicien                 | opéra bouffe en 1 acte       | 8 juin 1786, Paris         |                                                          |
| La Ressemblance supposée                        | opéra bouffe en 1 acte       | 26 juillet 1788, Paris     |                                                          |
| Le Codicille ou Les Deux Héritiers              | comédie en 1 acte            | 5 août 1793, Paris         | Jean-Guillaume-Antoine Cuvelier                          |
| La Fête de l'Etre Suprême                       | tableau patriotique          | 10 juin 1794, Paris        | Jean-Guillaume-Antoine Cuvelier                          |
| Le Génie Assouf ou Les Deux Coffrets            | féerie en 2 actes            | 25 décembre 1795, Paris    | Jean-Guillaume-Antoine Cuvelier                          |
| La Fille hermite                                | opéra en 1 acte              | 23 octobre 1795, Paris     | Jean-Guillaume-Antoine Cuvelier                          |
| C'est le diable ou La Bohémienne                | drame en 5 actes             | 13 novembre 1797, Paris    | Jean-Guillaume-Antoine Cuvelier                          |
| Les Incas ou Les Espagnols dans la Floride      | mélodrame                    | 1797, Paris                |                                                          |
| L'Anniversaire ou La Fête de la souveraineté    | mélodrame                    | 20 mars 1798, Paris        | Jean-Corisandre Mittié / Jean-Guillaume-Antoine Cuvelier |
| La Fontaine merveilleuse ou Les Époux musulmans | pantomime-féerie en 5 actes  | 13 septembre 1799, Paris   | Joseph-Marie Loaisel de Trégoate                         |

### Musique de chambre
- 3 Quatuors concertants pour cor, violon, alto et basse (violoncelle ou basson), op 1, dont il existe une édition moderne chez Robert Ostermeyer Musikedition
- 6 Quatuors pour flûte, violon, alto et basse, op 2
- 3 Quatuors concertants (deuxième livre) pour cor, violon, alto et violoncelle, dont il existe une édition moderne chez Robert Ostermeyer Musikedition
- 3 Duos concertants pour flûte et cor, dont il existe une édition moderne chez Robert Ostermeyer Musikedition
- Airs pour 2 cors
- Nouvelle suite d'Airs pour 2 cors
- 24 Duos pour 2 cors
- Duos pour 2 flûtes

### Œuvre pédagogique
- Traité général de tous les instruments à vent à l’usage des compositeurs, éd. Boyer, Paris, 1793, 65 p., (ISBN 2 8266 0429 5)
- Méthode nouvelle et raisonnée pour apprendre à donner du cor, 1797
- Suite de la méthode ou manière d’enseigner à donner du cor, ca 1800